# Niederleierndorf
Niederleierndorf (bis 1925 Niederleyerndorf) ist ein Ortsteil des Marktes Langquaid im niederbayerischen Landkreis Kelheim. 

## Lage
Das Kirchdorf Niederleierndorf liegt an der Großen Laber östlich von Langquaid anschließend an Oberleierndorf dicht an der Grenze zur Oberpfalz.

## Geschichte
Die frühe Besiedelung des Gebietes beweist ein urnenfelderzeitlicher Hortfund. Leyerndorf bildete einst eine Hofmark. Im 18. Jahrhundert erlangte es einige Bedeutung als Wallfahrtsort. Der Legende zufolge hatte ein Handelsmann, der öfter in diese Gegend kam, einer protestantischen Familie ein als Spielzeug benutztes Marienbild abgekauft und jenseits der Laber in einem alten Baum platziert. Als zahlreiche Menschen zu dem Bild pilgerten, wurde es in die neu erbaute Kirche von Leyerndorf gebracht.
1807 wurden in Niederleierndorf 42 Häuser gezählt. 1809 geriet die Kirche in der Schlacht bei Eggmühl kurzfristig in Gefahr, zerstört zu werden. Die Gemeinde schrieb die Verschonung der Kirche später dem besonderen Schutz der Jungfrau Maria zu.
Die 1818 mit dem bayerischen Gemeindeedikt begründete Gemeinde Niederleierndorf gehörte zum Landgericht Rottenburg, Bezirksamt Rottenburg und ab 1939 zum Landkreis Rottenburg an der Laaber. 1853 wurde Gitting eingemeindet, die Siedlung Eichbühl entstand in den 1950er Jahren. Mit dem Bau der Bahnstrecke Eggmühl–Langquaid erhielt Niederleiernbach 1903 einen Eisenbahnanschluss. Schon 1963 berichtete ein Chronist, dass man seit einigen Jahren den Bahnhof Niederleierndorf nur mehr gelegentlich besetzt halte. 1968 wurde der Personenverkehr eingestellt.
Am 1. Mai 1978 wurde die Gemeinde Niederleierndorf im Zuge der Gebietsreform in Bayern in den Markt Langquaid eingemeindet. Seit 1978 wird die Kirche von den Augustiner-Chorherren in Kloster Paring betreut.

## Sehenswürdigkeiten
- Wallfahrtskirche Mariä Himmelfahrt.

Der Barockbau nach dem Plan von Johann Georg Hirschstötter entstand 1740 unter Verwendung des mittelalterlichen Turmes. Die frühklassizistischen Deckenfresken von Matthias Schiffer aus dem Jahr 1791 zeigen im Chor das Abendmahl, im Kirchenschiff die Legende des Gnadenbildes. Die Rokokoaltäre entstanden etwa 1745.
- Ehemaliges Amtshaus des Schlosses Gitting
- Ehemaliges Benefiziatenhaus
- Zwei keltische Viereckschanzen befinden sich 2,5 Kilometer südwestlich des Ortes.
- Naturschutzgebiet Niedermoor südlich Niederleierndorf, Ausweisung 1984, Fläche ca. 61,5 Hektar

## Vereine
- Freiwillige Feuerwehr Niederleierndorf. Im Jahre 1874 wurde im Daffnerhof, der ehemaligen Dorfwirtschaft, jetziges Anwesen Willer, die Freiwillige Feuerwehr Niederleierndorf gegründet.
- Kriegerverein Niederleierndorf
- Motorradfreunde Gitting Niederleierndorf
- Radfahrverein „Concordia“ Niederleierndorf
- SV Niederleierndorf; gegründet durch 18 Personen am 23. März 1932 im Gasthof Weigl, damals als FSV Niederleierndorf
- Katholische Landjugendbewegung Niederleierndorf
- Katholischer Deutscher Frauenbund Niederleierndorf

## Sonstiges
Niederleierndorf besitzt seit Ende der 70er Jahre ein solarthermisch beheiztes Freibad mit einem Becken mit Nichtschwimmerbereich und kleiner Wasserrutsche sowie einem Kleinkinderbecken und einem Spielplatz.